# Doridoidea
Super-famille
Les Doridoidea sont une super-famille de mollusques gastéropodes de l'ordre des nudibranches.

## Liste des familles
Selon World Register of Marine Species (10 novembre 2020), prenant pour base la taxinomie de Bouchet & Rocroi (2005), on compte deux familles :
- Discodorididae Bergh, 1891 -- 29 genres
- Dorididae Rafinesque, 1815 -- 7 genres

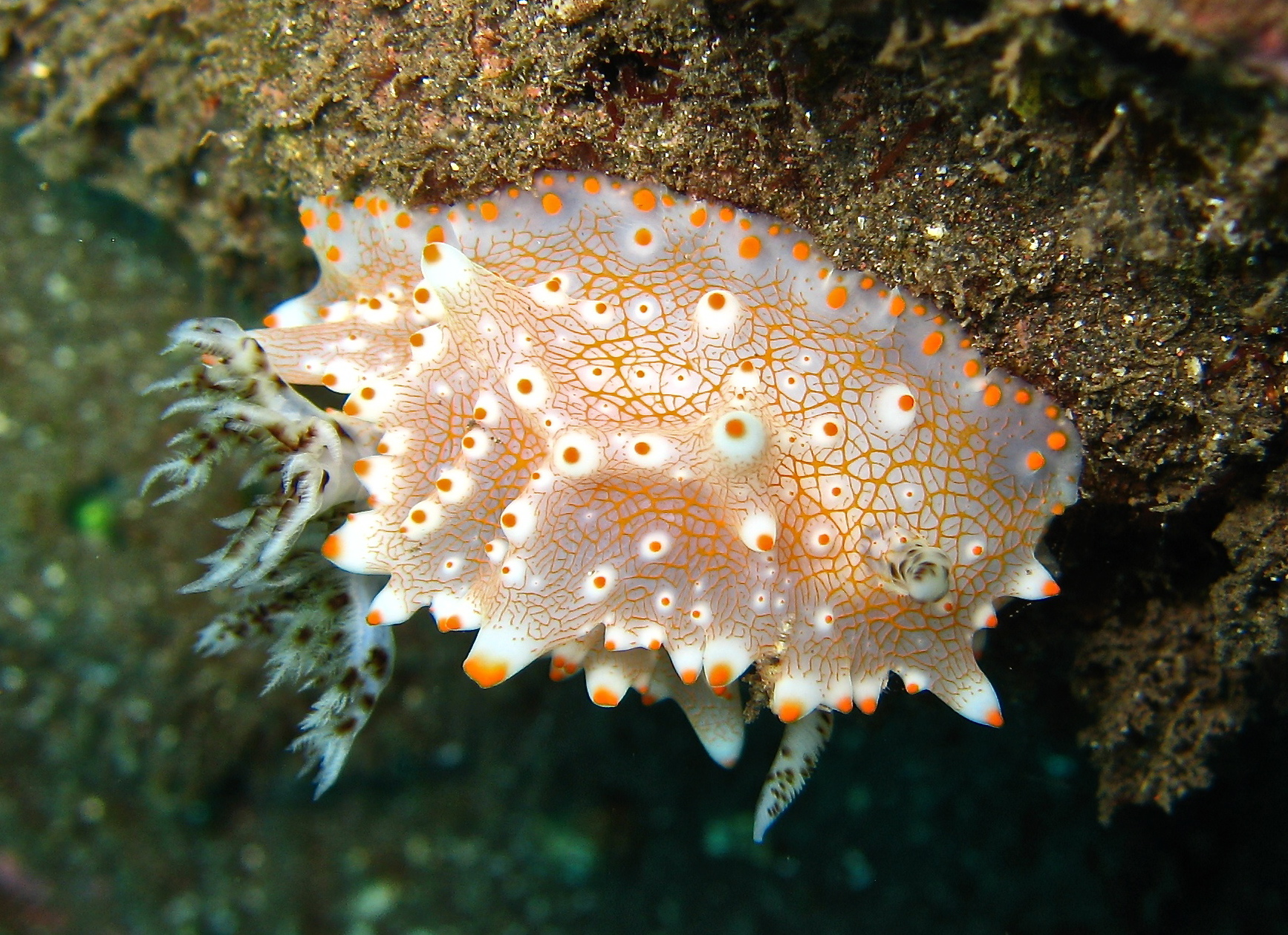
Halgerda batangas, un Discodorididae
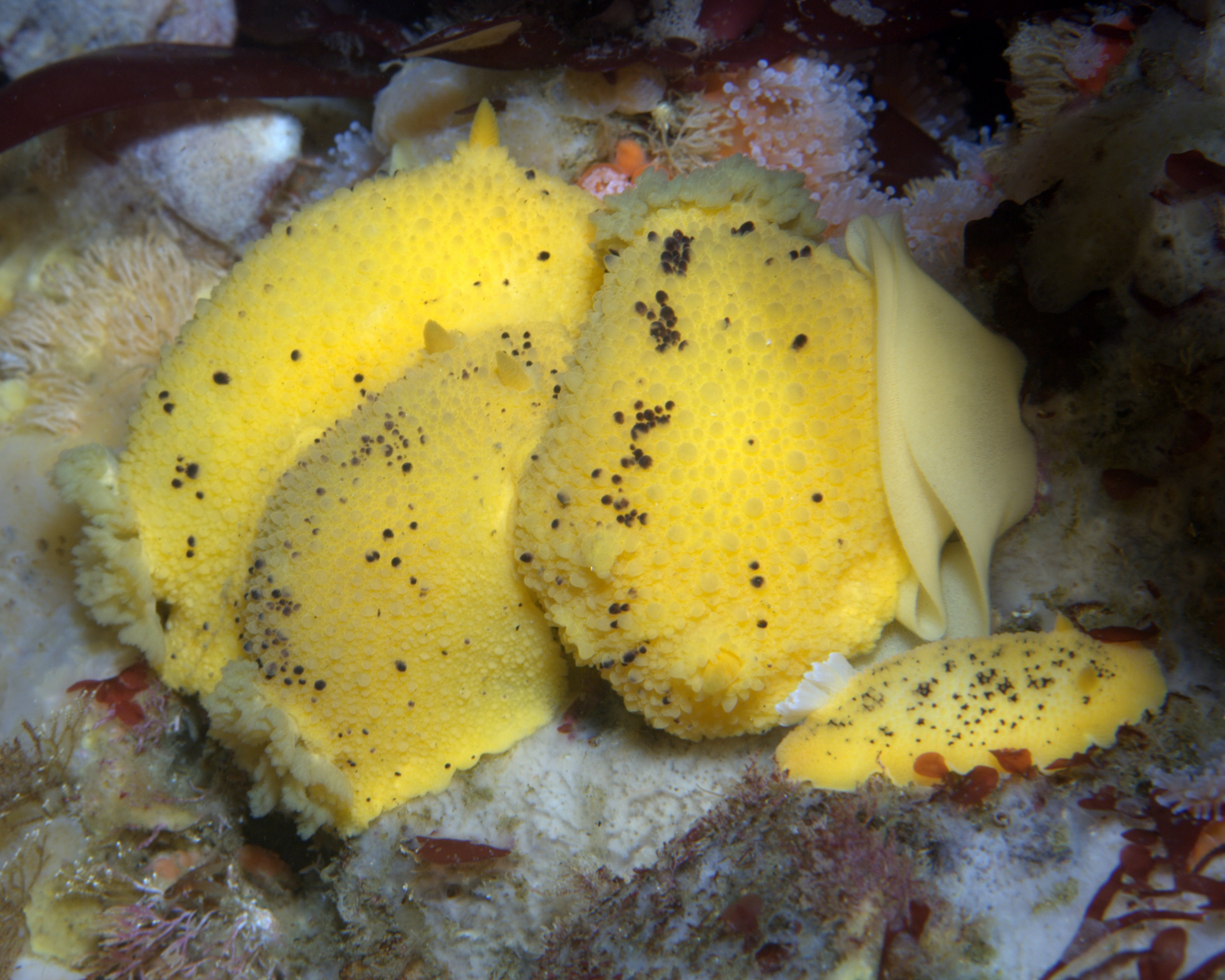
Doris montereyensis, des Dorididae.